# 우리 함께 아웃백으로!
《우리 함께 아웃백으로!》(영어: Back to the Outback)은 미국에서 제작된 클레어 나이트와 해리 크립스 감독의 2021년 애니메이션 영화이다. 성우진으로 아일라 피셔, 팀 민친, 가이 피어스, 미란다 탭셀, 앵거스 임리, 재키 위버, 에릭 바나, 키스 어번가 참여하였다.

## 출연진

### 영어 더빙
- 아일라 피셔: 매디
- 팀 민친: 프리티 보이
- 가이 피어스: 프랭크
- 미란다 탭셀: 조이
- 앵거스 임리: 나이젤
- 재키 위버: 재키
- 에릭 바나: 차즈
- 키스 어번: 더그
- 디젤 라 토라카: 차지
- 레이철 하우스: 자신타
- 아이슬린 데르베스: 레그스
- 라클란 파워: 데이브

### 한국어 더빙
- 박지윤: 매디
- 위훈: 프리티 보이
- 변영희: 프랭크
- 김연우: 조이
- 박성영: 나이젤
- 최한: 차즈
- 정유정: 차지
- 최수민: 재키
- 김도영: 자신타
- 김현심: 레그스
- 황창영: 더그
- 심규혁: 데이브